# Клейтон (Луїзіана)
Клейтон (англ. Clayton) — місто (англ. town) в США, в окрузі Конкордія штату Луїзіана. Населення — 584 особи (2020).

## Географія
Клейтон розташований за координатами 31°43′20″ пн. ш. 91°32′4″ зх. д. / 31.72222° пн. ш. 91.53444° зх. д. (31.722159, -91.534567).  За даними Бюро перепису населення США в 2010 році місто мало площу 4,23 км², з яких 4,10 км² — суходіл та 0,14 км² — водойми.

## Демографія
Згідно з переписом 2010 року, у місті мешкало 711 осіб у 277 домогосподарствах у складі 175 родин. Густота населення становила 168 осіб/км².  Було 320 помешкань (76/км²).
Расовий склад населення:
| - 68,5 % — чорних або афроамериканців - 30,2 % — білих |

До двох чи більше рас належало 1,3 %. Частка іспаномовних становила 0,4 % від усіх жителів.
За віковим діапазоном населення розподілялося таким чином: 30,5 % — особи молодші 18 років, 54,7 % — особи у віці 18—64 років, 14,8 % — особи у віці 65 років та старші. Медіана віку мешканця становила 34,2 року. На 100 осіб жіночої статі у місті припадало 79,5 чоловіків;  на 100 жінок у віці від 18 років та старших — 77,1 чоловіків також старших 18 років.
Середній дохід на одне домашнє господарство  становив 27 614 долари США (медіана — 16 250), а середній дохід на одну сім'ю — 35 861 долар (медіана — 23 542). За межею бідності перебувало 42,2 % осіб, у тому числі 60,8 % дітей у віці до 18 років та 11,5 % осіб у віці 65 років та старших.
Цивільне працевлаштоване населення становило 201 особа. Основні галузі зайнятості: освіта, охорона здоров'я та соціальна допомога — 24,4 %, роздрібна торгівля — 17,4 %, публічна адміністрація — 11,4 %, виробництво — 10,0 %.